# A. J. Bramlett
Aaron Jordan Bramlett (City of DeKalb, Illinois, 10 de gener de 1977), més conegut com a A. J. Bramlett, és un exjugador de bàsquet estatunidenc. Va disputar una temporada en l'NBA i va desenvolupar la major part de la seua carrera en la Lliga ACB. Amb 2,08 metres d'alçada, ocupava la posició d'ala-pivot.

Va jugar durant quatre temporades amb els Wildcats de la Universitat d'Arizona, en les quals va fer una mitjana de 8,6 punts i 6,4 rebots per partit. En la seua segona temporada va ajudar el seu equip a aconseguir el Campionat de la NCAA. En la seua temporada sènior va ser inclòs en el millor quintet de la conferència, després de fer una mitjana de 14,2 punts i 9,4 rebots per partit.
Fou elegit en la 39a posició del Draft de l'NBA de 1999 pels Cleveland Cavaliers. No va aconseguir un lloc en l'equip dels Cavaliers en iniciar-se la temporada, així que se'n va anar a jugar al Dafni BC de la lliga grega. Hi va romandre sòls un mes, fins a ser reclamat pels Cavs. Va arribar a jugar en 8 partits de l'NBA, en els quals va fer una mitjana de 1,0 punts i 2,8 rebots.
Després de ser acomiadat, va fitxar pels La Crosse Bobcats de la Continental Basketball Association. Hi va completar una bona temporada com a titular, fent una mitjana de 11,4 punts i 7,3 rebots per partit, arribant a disputar l'All-Star Game.
La temporada 2000-01 posa rumb a la Lliga ACB. Fitxa pel Fórum Filatélico Valladolid, on va jugar una temporada fent una mitjana de 14,5 punts i 7,8 rebots per partit. L'any següent va fitxar pel Caprabo Lleida. En un principi va signar per dues temporades, però després va renovar per dues més, jugant 4 anys en l'equip. És el quart jugador que més partits va disputar amb l'equip lleidatà, i el primer estranger. En total hi va fer una mitjana de 11,8 punts i 7,0 rebots per partit.
El 2005 deixa Lleida per a fitxar pel Caja San Fernando de Sevilla. En l'equip sevillà només disputa 16 partits, en els quals fa una mitjana de 6,4 punts i 6,3 rebots.
L'any següent canvia d'aires, fitxant pel ASK Rīga de la lliga de Letònia. En la seua primera temporada guanya el títol de lliga, fent una mitjana de 7,6 punts i 7,7 rebots per encontre. També va disputar els quarts de final de la Lliga Bàltica. Va jugar una temporada més en l'equip letó abans de retirar-se.

## Trajectòria
- Arizona Wildcats (1995-1999)
- Cleveland Cavaliers (1999-2000)
- Dafni BC (2000)
- La Crosse Bobcats (2000)
- Fórum Filatélico Valladolid (2000-2001)
- Caprabo Lleida (2001-2005)
- Caja San Fernando de Sevilla (2005-2006)
- ASK Rīga (2006-2008)

## Palmarés
- Campió de la NCAA: 1997
- Campió de la lliga de Letònia: 2007